# Provincia di Panama
La provincia di Panama è una delle dieci province panamensi. Ha una superficie di 9.166 km² e, secondo il censimento del 2010, la popolazione ammonta a 1.713.070 abitanti, cifra che la rende la prima del Paese per totale di residenti. Il capoluogo è la città di Panama; confina a nord con la provincia di Colón e la comarca di Guna Yala, a sud lambisce l'Oceano Pacifico, a est è separata dalla provincia di Darién e dalla comarca di Wargandí e ad ovest tocca la provincia di Panama Ovest.
Il suo attuale governatore è Carla García, nominata dal Presidente Laurentino Cortizo l'8 febbraio 2021.

## Geografia fisica

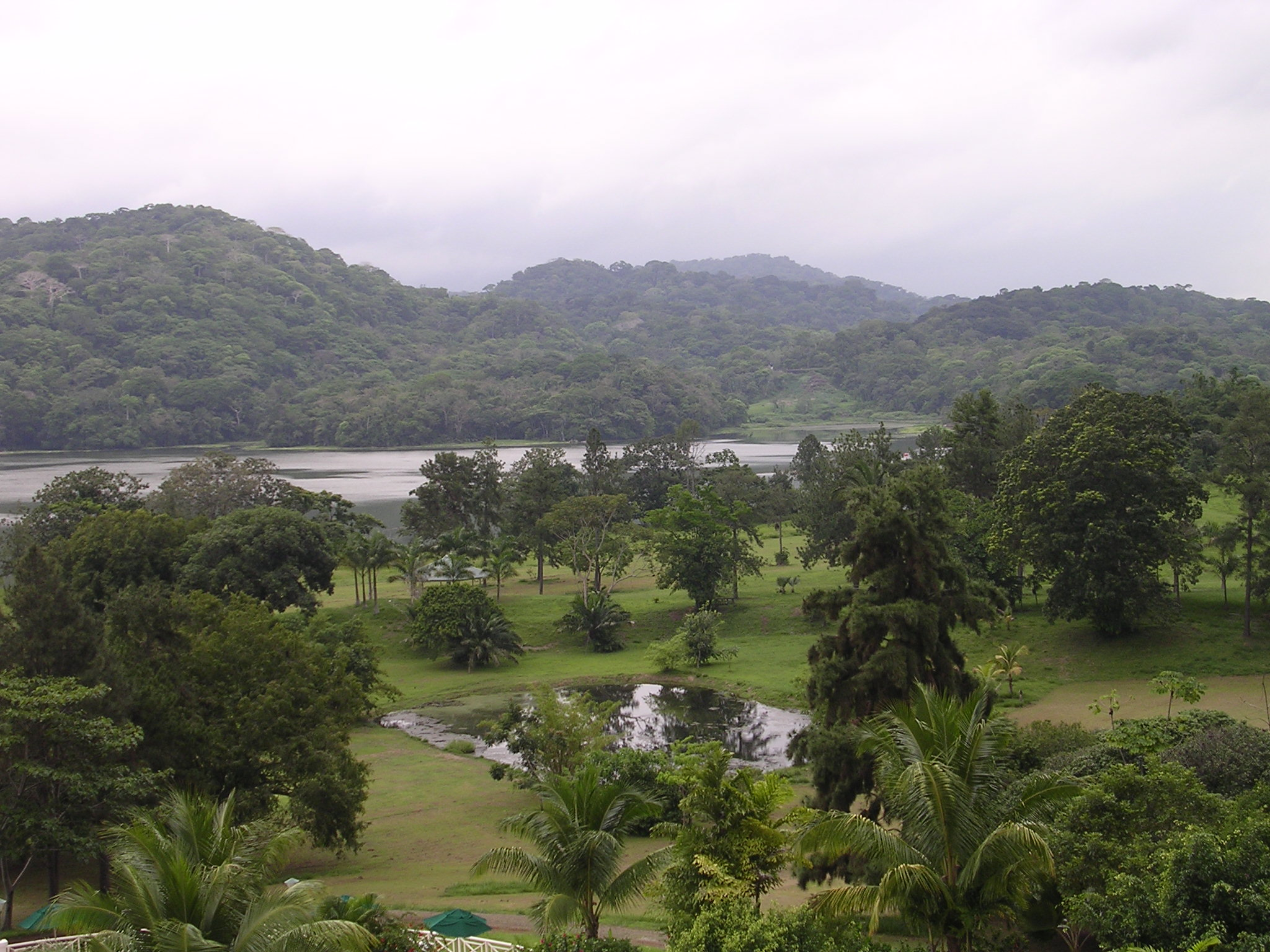
Panorama della provincia

La provincia di Panama si trova sulla costa dell'Oceano Pacifico, più precisamente sulla sponda orientale del Canale di Panama. Si caratterizza per le sue estese pianure, sebbene a nord-est sia delimitata dalla catena montuosa di San Blas, dove si trovano i luoghi più alti della provincia, ovvero il monte Trinidad (1300 m) e il Jefe (1007 m). La cordigliera la separa dalla comarca di Guna Yala.
La regione è densamente ricoperta dalla vegetazione e innumerevoli fiumi la attraversano, tra cui spiccano il Chagres e il Bayano o Chepo. Entrambi confluiscono nel Lago Gatún, situato nel nord dell'area. Altri laghi importanti sono l'Alajuela e il Bayano.
La provincia comprende anche una serie di isole nel golfo di Panama, tra cui figura innanzitutto l'arcipelago delle Perle (139 tra isole e isolotti), situato a soli 90 chilometri a sud-est della città di Panama e che comprende, tra le più vaste l'isla del Rey, San José e Contadora. Altre isole vicine alla costa comprendono quelle di Taboga, Otoque, Taborcillo.
La Provincia di Panama è caratterizzata da una varietà di paesaggi che includono montagne, foreste tropicali e una lunga costa che si estende per 2.490 chilometri lungo il Mar dei Caraibi e l'Oceano Pacifico. Il punto più alto della provincia è il Volcán Barú, che si eleva a 3.475 metri.

### Aree protette

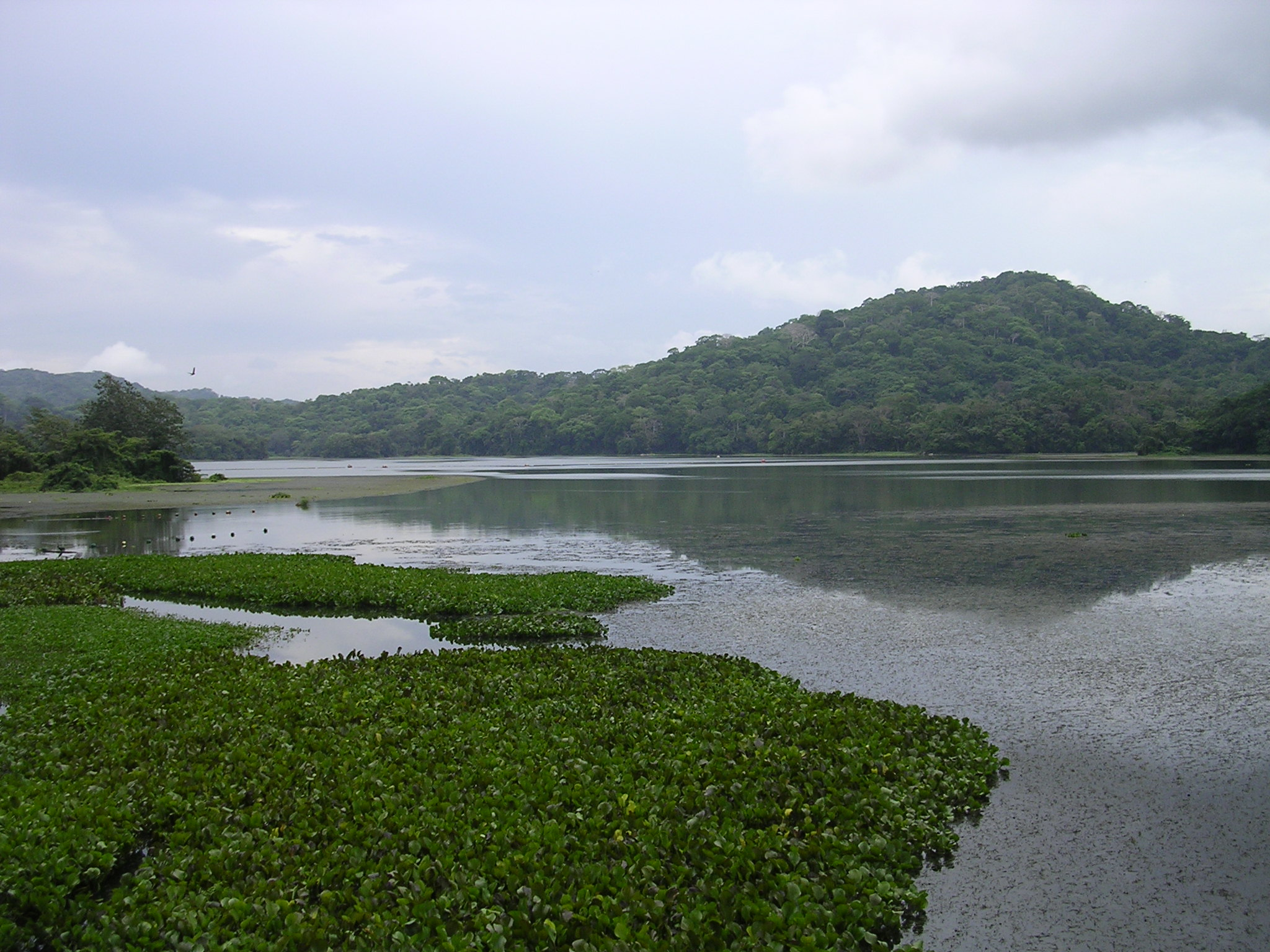
Il lago Gamboa nel Parco nazionale di Soberanía

Nella provincia figurano tre aree protette:
- Parco nazionale Camino de Cruces;
- Parco nazionale di Chagres;
- Parco nazionale di Soberanía.

Il primo copre un'area di 4.590 ettari ed è stato fondato nel 1992.
Il secondo, istituito nel 1984, copre un'area di 129.585 ettari e si estende attraverso anche nella provincia di Colón: la maggior parte dei numerosi corsi d'acqua presenti in zona si dirige verso il Canale di Panama.
Il terzo copre un'area di 19.545 ettari e si estende attraverso le province di Colón e Panama e nei pressi del canale. Il parco si trova a soli 25 chilometri da Città di Panama ed è stato istituito il 27 maggio 1980.

## Storia

### Epoca coloniale

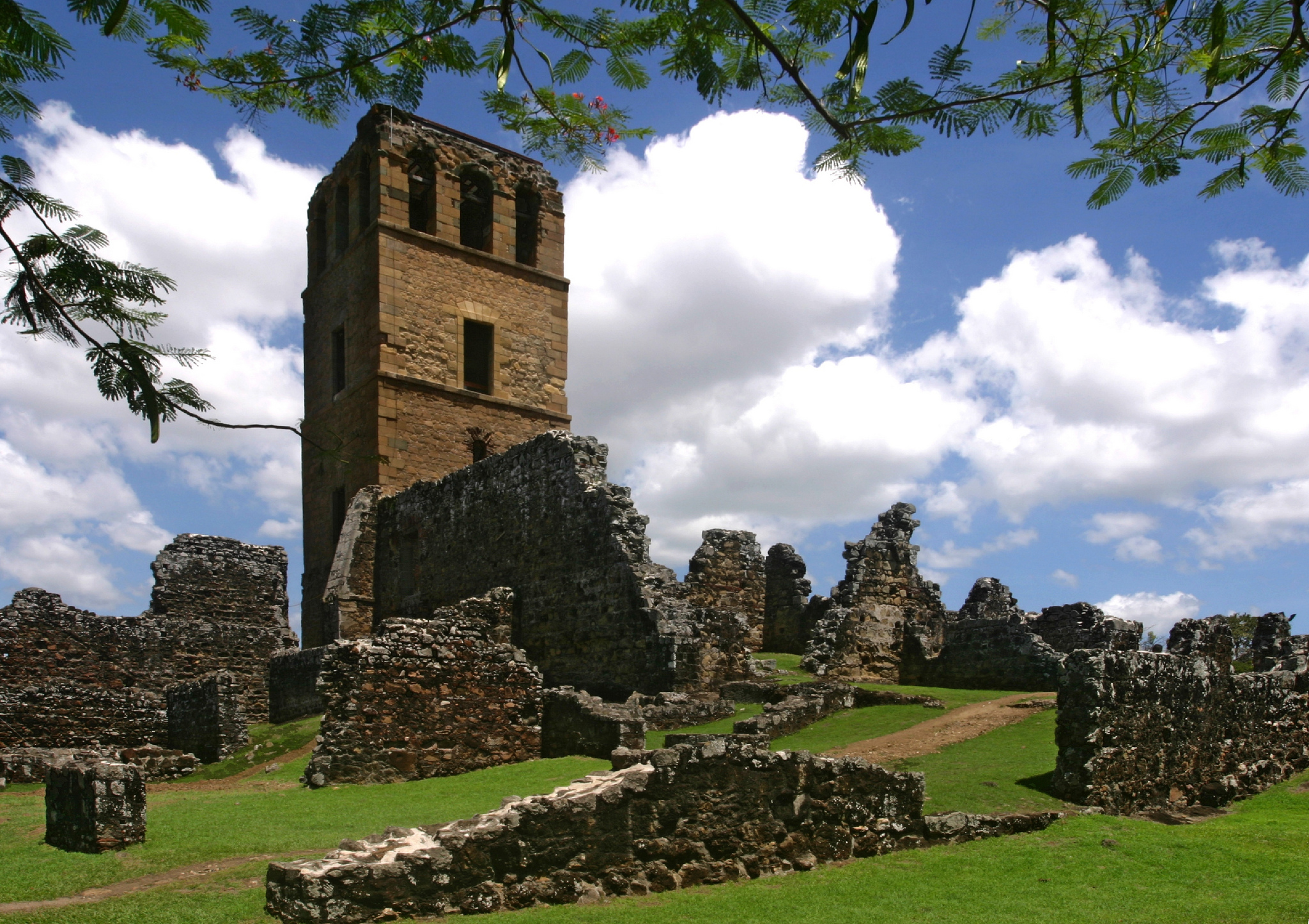
Sito archeologico di Panamá Viejo, dichiarato patrimonio dell'umanità nel 2003

La provincia di Panama, chiamata anche di Tierra Firme o dell'Istmo in epoca spagnola, fu creata nel 1539 come entità amministrativa e territoriale quando le sue terre erano già all'interno del Vicereame della Nuova Spagna dal 1535; la sua giurisdizione fu successivamente trasferita al Vicereame del Perù, nel 1542.
La sua prima capitale fu Santa María la Antigua del Darién, abbandonata nel 1524 a causa del clima malsano e delle ostilità degli indigeni. La capitale di questa provincia, precursore dell'odierna capitale panamense e fondata nel 1519, divenne oggetto dopo questa nomina di numerose contese da parte di vari governatori, come quando nel 1545 Hernando de Bachicao tentò di insediarvisi e, nel 1550, lo fecero anche Hernando e Pedro de Contreras.
Il centro abitato ospitò altresì la sede dell'Udienza reale di Panama (Real Audiencia de Panamá), la terza fondata in America (dopo quelle di Santo Domingo e Messico) tramite un regio decreto emesso da Carlo V d'Asburgo il 26 febbraio 1538: grazie alla sua istituzione, la provincia poté beneficiare di una vasta giurisdizione che comprendeva anche il Regno di Tierra Firme (composto dalle due province di Castilla del Oro e Veraguas) tutte le regioni dallo stretto di Magellano al golfo di Fonseca; Tuttavia, questa udienza durò solo fino al 1543, perché a causa della cattiva gestione dell'amministrazione di Francisco Pérez de Robles, il suo presidente, andò soppressa ed aggiunta a quella del Guatemala.

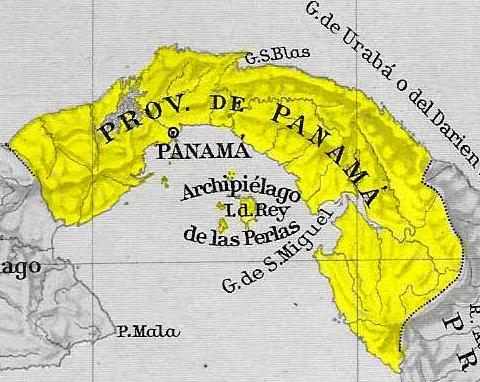
La Provincia di Panama nel 1810

La corte reale fu ristabilita nel 1563 come un territorio più piccolo dell'originale: si estendeva da nord a sud dal porto di Buenaventura al golfo di Fonseca in Nicaragua, e da ovest ad est dai confini della Provincia di Veraguas al fiume Atrato. I governatori locali dovettero affrontare le continue incursioni di corsari e dei pirati inglesi e francesi che imperversarono in vari porti nei Caraibi e nel Pacifico, tra cui Francis Drake, il quale attaccò Nombre de Dios nel 1572, Cruces nel 1573 e la città di Panama nel 1578. Tuttavia, la sua morte avvenne proprio nel corso di un'incursione effettuata a Portobelo nel 1596: le sue spoglie sono ancora ricercate in zona.
All'inizio del Seicento ci furono anche alcune ribellioni indigene nella provincia di Darién, che allora apparteneva a Panama, le quali portarono alla distruzione dell'insediamento di San Miguel de Bayano, alla devastazione di Chimán, Corozal e Chepo, e giunsero persino le porte della capitale, dopo aver sconfitto alcune volte e aggirato altre, le forze che sia Panama che Cartagena avevano inviato per sedare i rivoltosi. Per questo motivo le regioni situate tra la città di Panama e Puerto Piñas subirono uno spopolamento, i lavori nelle segherie di legno, una delle attività principali che coinvolgeva i locali, andarono sospesi e la mancanza di carne e cibo si patì aspramente a causa dell'abbandono dei campi. Solo nel 1637 fu possibile concordare una pace con i darieniti per mezzo della quale si sottomisero all'obbedienza del re e dei suoi rappresentanti a Tierra Firme.
La prima città di Panama, che fu distrutta nel 1671, dai seguaci del pirata Henry Morgan, conosciuta oggi come Panama vecchia, è oggi visitabile e ospita un museo, un sito che espone un modello della città prima del 1671, la Cattedrale di Nostra Signora dell'Assunzione (rasa al suolo tra il 1519 e il 1626), i conventi di San José, un altro edificio religioso, il municipio, il mercato degli schiavi, l'ospedale San Juan de Dios, il cosiddetto Arco Chato, la Cattedrale Metropolitana, il Bóvedas (vecchia prigione spagnola). Anche il Palacio de Las Garzas o Palazzo Presidenziale e la chiesa di San José, con un immenso altare dorato, sono presenti proprio in tale zona.

### Età contemporanea

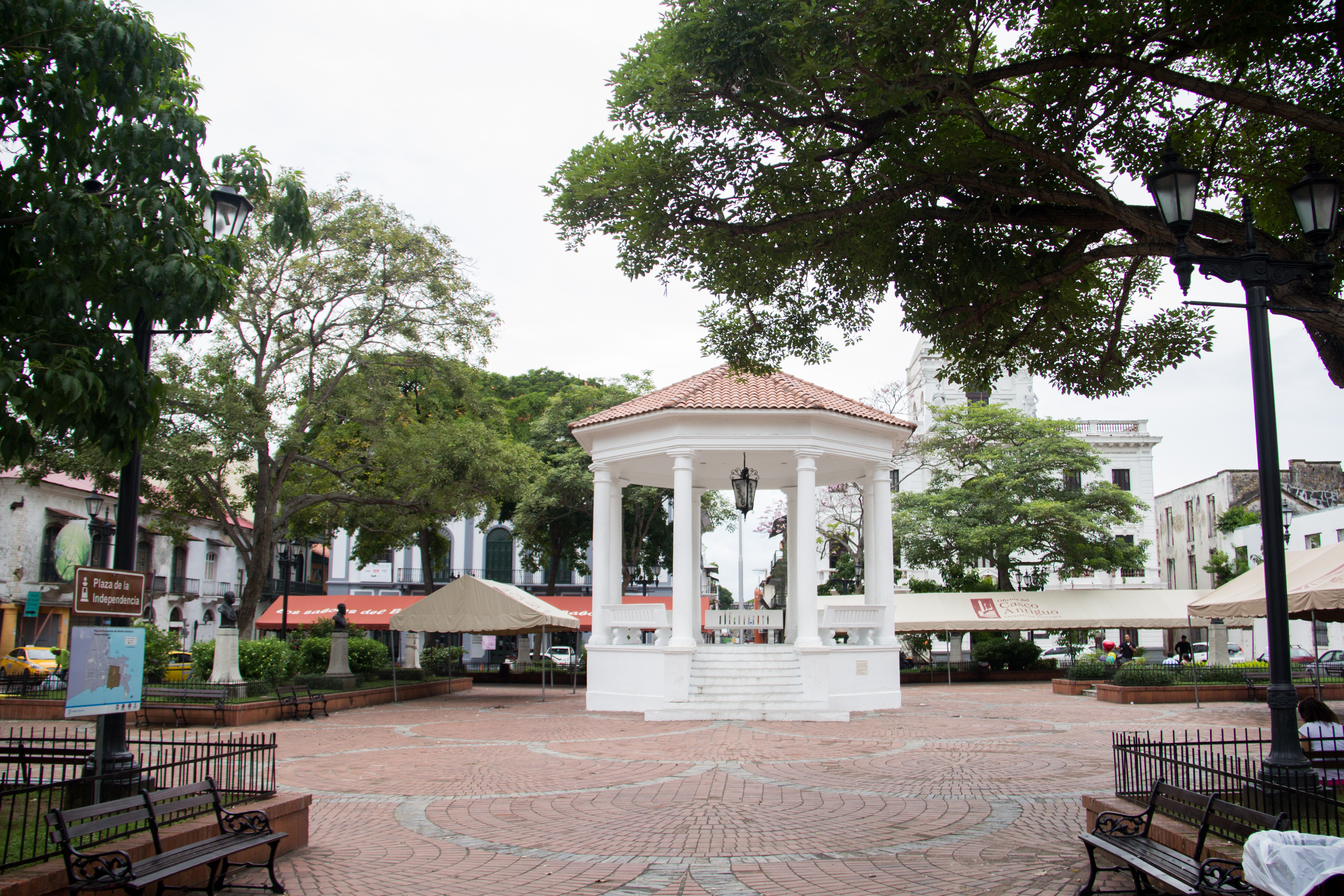
Città vecchia di Panama, patrimonio dell'umanità dal 1997

Nel gennaio del 2014 la provincia ha perso parte del suo territorio quando è stata istituita la Provincia di Panama Ovest, la quale include, come suggerisce il nome, quello che una volta era il territorio occidentale della vecchia unità amministrativa congiunta.

## Società

### Evoluzione demografica
Sebbene la provincia di Panama rappresenti solo il 15,2% della superficie totale del paese, comprende il 50,3% dell'intera popolazione del paese, pari a 1.713.070 abitanti. Secondo il censimento del 2010, 75.725 gli abitanti della provincia sono di etnia europea o autoctona e 193.712 di origine africana.

## Economia
Inevitabilmente, le principali attività commerciali interessano o la capitale o il famoso corso d'acqua artificiale che unisce gli oceani Atlantico e Pacifico, il Canale di Panama, specie in ambito turistico, industriale e nel settore dei servizi; un importante centro finanziario internazionale ha inoltre sede nella capitale. La provincia di Panama è il maggiore produttore di diversi beni nel Paese.
L'economia dell'area urbana della provincia di Panama si basa sul settore dei servizi, principalmente il commercio internazionale e bancario, oltre che incarichi legati al canale. Questi includono il movimento di merci nel porto di Balboa e la vendita di carburante e altre merci alle navi che transitano nel Canale di Panama.
Servizi Finanziari: L'economia di Panama City si basa anche sul suo forte settore finanziario, che beneficia delle favorevoli regolamentazioni bancarie del paese, che attirano istituzioni finanziarie internazionali. Il paese opera un'economia denominata in dollari, eliminando il rischio di cambio valuta da lì stabilizza il sistema finanziario.
Agricoltura e Manifattura: Anche se non così intensivi come l'industria, contribuiscono all'economia con i principali prodotti come banane, zucchero, caffè e carne. La manifattura è relativamente piccola nel paese e si concentra principalmente su prodotti come abbigliamento, cemento e carta.

## Geografia antropica

### Suddivisioni amministrative

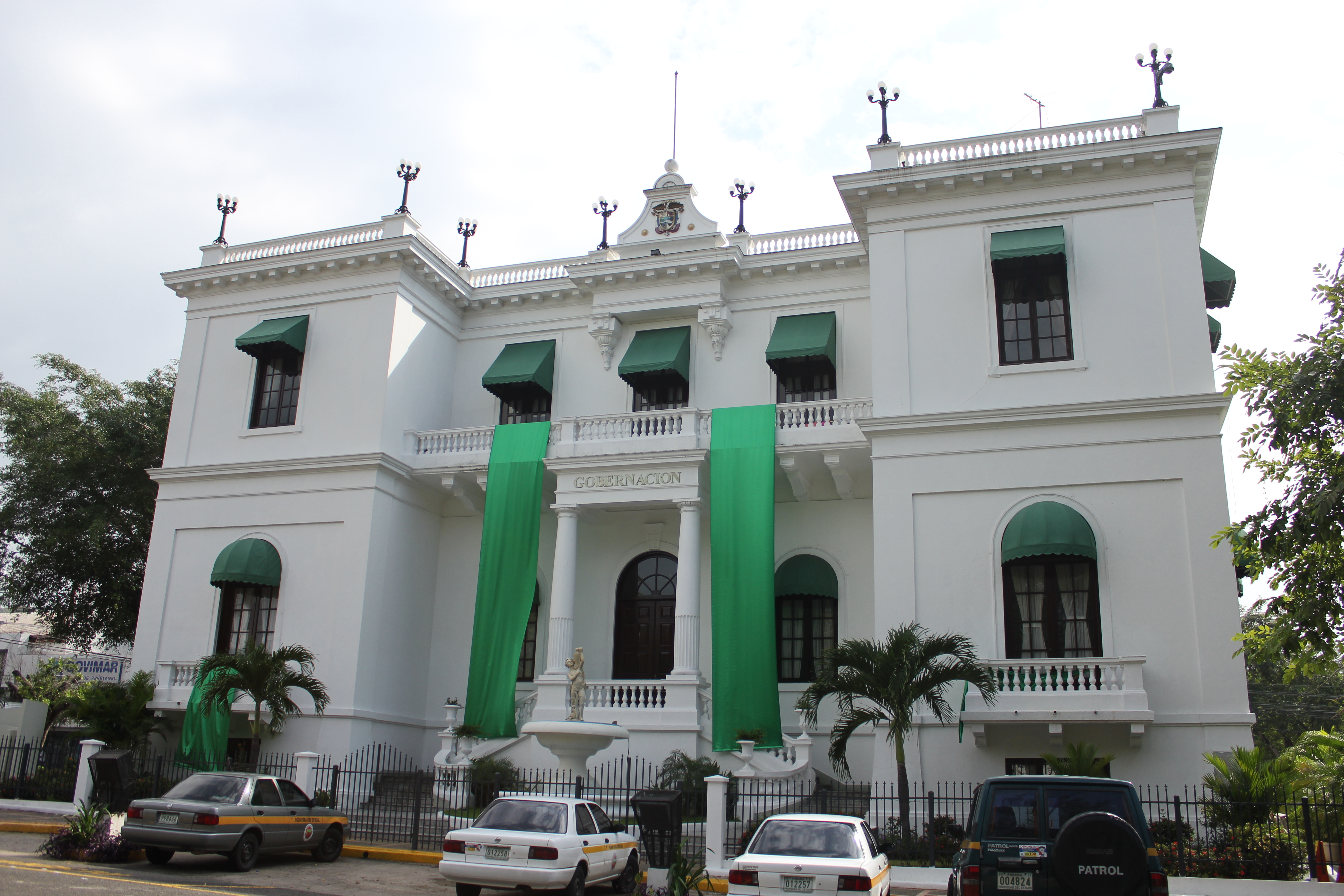
Sede della provincia di Panama

Fino al 1º gennaio 2014, la provincia di Panama era divisa in undici distretti, ma dopo la creazione della provincia di Panama Ovest in quella data con i distretti di Arraiján, Capira, Chame, La Chorrera e San Carlos, situata a ovest del Canale di Panama, l'attuale provincia di Panama era composta da soli 6 distretti e 57 comuni:
| Distretti                  | Corregimientos (Suddivisioni) | Cabecera (Capoluogo) |
| -------------------------- | --- | -------------------- |
| Distretto di Balboa        | San Miguel, La Ensenada, La Esmeralda, La Guinea, Pedro González, Saboga | San Miguel           |
| Distretto di Chepo         | Chepo, Cañita, Chepillo, El Llano, Las Margaritas, Santa Cruz de Chinina, Madungandí, Tortí | Chepo                |
| Distretto di Chimán        | Chimán, Brujas, Gonzalo Vásquez, Pásiga, Unión Santeña | Chimán               |
| Distretto di Panama        | San Felipe, El Chorrillo, Santa Ana, Calidonia, Curundú, Betania, Bella Vista, Pueblo Nuevo, Ancón, San Francisco, Parque Lefevre, Río Abajo, Juan Díaz, Chilibre, Las Cumbres, Alcalde Díaz, Ernesto Córdoba Campos, Pacora, Pedregal, San Martín, Tocumen, Las Mañanitas, 24 de Diciembre | Panama               |
| Distretto di San Miguelito | Amelia Denis de Icaza, Belisario Porras, José Domingo Espinar, Mateo Iturralde, Victoriano Lorenzo, Arnulfo Arias, Belisario Frías, Omar Torrijos, Rufina Alfaro | San Miguelito        |
| Distretto di Taboga        | Taboga, Otoque Occidente, Otoque Oriente | Taboga               |